# Equilio

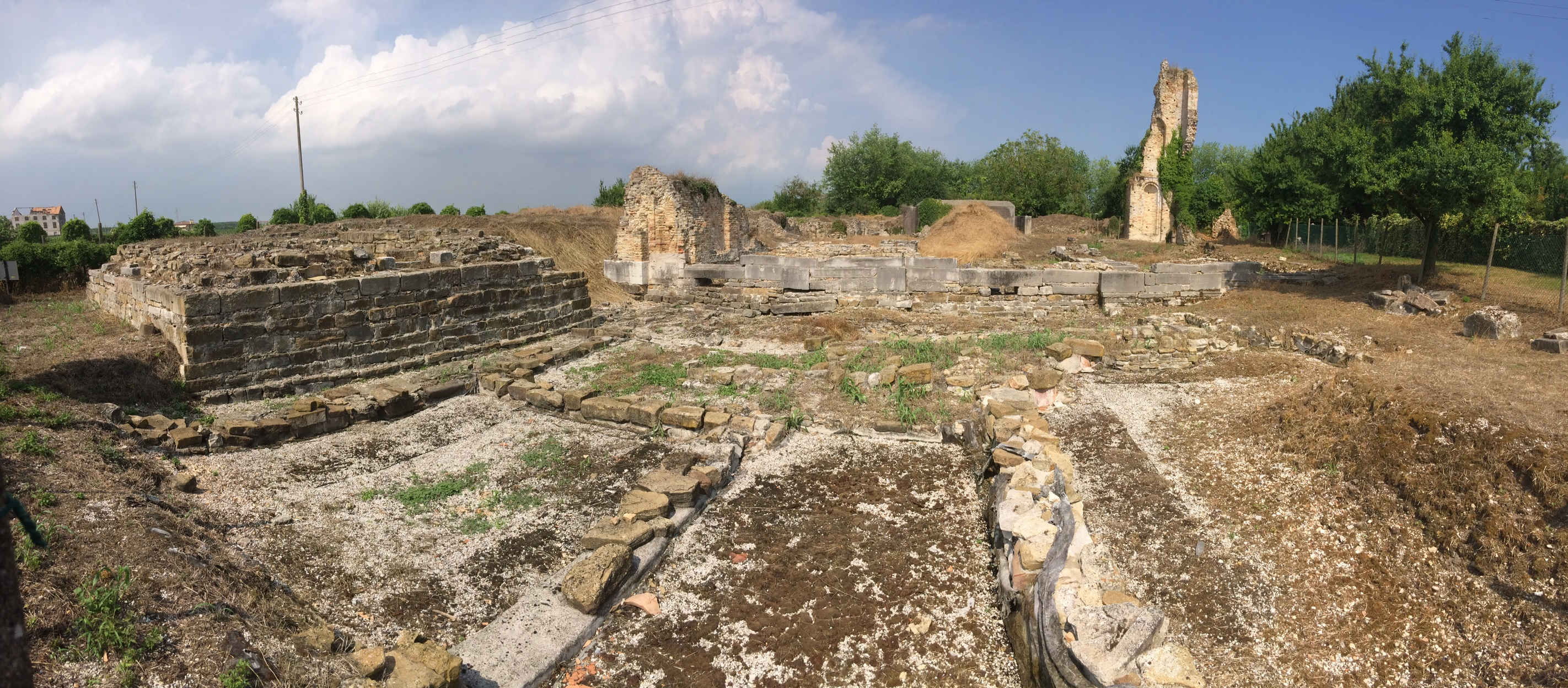
Resti della cattedrale di Equilio nell'area archeologica Antiche Mura.

Equilio (in latino Equilium) era un fiorente centro della Laguna Veneta, oggi scomparso, che sorgeva nel territorio dell'attuale comune di Jesolo.

## Storia

### Le origini
L'isola di Equilio era abitata probabilmente da tempi antichissimi. Il toponimo, infatti, deriverebbe dal latino equus ("cavallo") e sarebbe legato all'allevamento di cavalli, una delle principali attività a cui si dedicavano le popolazioni venetiche.
Sembra che la salubrità dell'isola e delle zone limitrofe fosse eccezionale, tale (secondo alcuni storici dell'Ottocento) da portare Roma a scegliere questi luoghi per la ritempra e l'allenamento dei suoi gladiatori.  A supporto della tesi che Equilio fosse abitata già in età romana, sono stati rinvenuti i resti di una mansio.
In seguito alla Caduta dell'Impero Romano d'Occidente, la località accolse i numerosi profughi provenienti da Feltre, Belluno, Asolo, Altino, Concordia e la gran parte da Opitergium, fuggiti dalle invasioni barbariche che stavano facendo razzie nei centri dell'entroterra. Ad accogliere tali profughi furono anche vicini lidi e località, come la vicina Melidissa, divenuta poi Heraclia, Costanziaco e Amiana, Torcello, Olivolo e Malamocco.

### Medioevo
Dopo la riconquista giustinianea, Equilio venne inclusa nella provincia bizantina di Venezia marittima, entità che in seguito diede origine al Ducato di Venezia e quindi alla Serenissima.
Grazie alla sua particolare posizione, Equilio si trovò ad essere al centro dei commerci marittimi dell'area nord-adriatica: protetta dalla laguna, poté svilupparsi indisturbata, crescendo sino a diventare città turrita, elevata poi a sede episcopale.
Dagli archivi ecclesiastici della diocesi traspare come aumentasse il suo potere politico, militare ed economico, arrivando a compiere scambi commerciali finanche in Oriente. Ciò causò una serie di problematiche con la vicina Heraclia: iniziò uno scontro economico, politico e anche militare per decidere quale città dovesse essere il centro politico dell'intera area. Le battaglie tra le due città (Equilio roccaforte della fazione filo-longobarda prima e filo-franca poi, mentre Heraclia da sempre fedele a Bisanzio) ebbero alterne fortune, che molto spesso portavano la sede ducale a spostarsi secondo le vittorie.
Questi scontri furono una delle cause che determinarono lo spostamento della capitale della Venezia marittima e del Ducato a Malamocco e poi a Rivoalto e all'inizio della fase calante delle due città.

### Decadenza
A partire dal IX secolo, anche questo centro cominciò a decadere. Le disastrose alluvioni del Piave avevano provocato gravi dissesti idrogeologici, con l'interramento delle lagune. Privata della naturale protezione, Equilio fu facile preda dei Franchi di Pipino. La città si spopolò rapidamente e l'aristocrazia locale si trasferì a Venezia. Nel 1466 fu soppressa anche la diocesi, incorporata al Patriarcato di Venezia. Rimanevano soltanto la cattedrale e qualche altro luogo di culto che in breve tempo caddero in rovina.

### Rinascita
Sul finire del XV secolo, grazie all'interessamento dei Soranzo con la costruzione di un canale che collegava il Sile al Piave, venne a riformarsi un piccolo centro abitato a qualche centinaia di metri dal centro dell'antica città. Il nuovo abitato prese il nome di Cavazuccherina. Nel 1930 riassunse il nome di Jesolo, che deriva etimologicamente da Equilio e che veniva usato prima del 1500.

## Zona archeologica
Attualmente sul luogo in cui sorgeva la città si trova la zona archeologica detta "Antiche Mura".